# 10000000
10000000（千万、一千万、いっせんまん、せんまん、ちよろず、英称：ten million）は自然数、また整数において、9999999の次で10000001の前の数である。

## 性質
- 合成数であり、約数は 1, 2, 4, 5, 8, 10, 16, 20, 25, 32, 40, 50, 64, 80, 100, 125, 128, 160, 200, 250, 320, 400, 500, 625, 640, 800, 1000, 1250, 1600, 2000, 2500, 3125, 3200, 4000, 5000, 6250, 8000, 10000, 12500, 15625, 16000, 20000, 25000, 31250, 40000, 50000, 62500, 78125, 80000, 100000, 125000, 156250, 200000, 250000, 312500, 400000, 500000, 625000, 1000000, 1250000, 2000000, 2500000, 5000000, 10000000 である。
- 10000000 = 107
  - 10の累乗数である。1つ前は1000000、次は100000000。
  - n = 10 のときの n7 の値とみたとき1つ前は4782969、次は19487171。
- 1/10000000 は割合にして 0.1ppm にあたる。

## その他 10000000 に関連すること
- ゆうちょ銀行（振替口座を除く）への最大預入額は、1,000万円である。
- クイズ$ミリオネアの最高賞金やM-1グランプリの優勝金額など、日本のテレビ番組における賞金の最高金額は1,000万円である。
- イッセンマンは、日本の数字選択式全国自治宝くじ、ミニロトのイメージキャラクター。同くじの一等理論値が、約1,000万円であることにちなむ。
- 千万町町（ゼマンヂョウ・チョウ） - 愛知県岡崎市
- インドの命数法では10000000は、1倶胝と呼ぶこともある。

- 1,000万以上1億未満（整数部が8桁）の数については1 E7を参照。

## 関連事項
- 数の一覧
- 数に関する記事の一覧
- 10 100 1000 10000 100000 1000000 100000000 1000000000 10000000000